# Amienemigo
Amienemigo  (en inglés frenemy o frienemy) es la combinación o fusión de los términos amigo (en inglés friend) y enemigo (en inglés enemy). Se refiere a un enemigo disfrazado como amigo, o a alguien que es tanto amigo o colaborador como rival o competidor. El término es usado para describir tanto situaciones en lo personal, como situaciones vinculadas con la geopolítica o con las relaciones comerciales, y se aplica tanto a individuos como a grupos o a instituciones. Esta palabra fue usada en forma impresa por primera vez en 1953.
Es un neologismo que se ha llevado del inglés al español utilizando un solo término, que incluso fue empleado para titular la película originalmente llamada Frenemies. Otra posible traducción podría ser desamigo, neologismo que podría estar marcando a alguien que fue amigo pero que ahora ya no lo es o ya no lo parece, o marcando a alguien que a veces no desarrolla conductas de una verdadera amistad, o señalando a alguien que tiene falta de interés o de lazos con el amigo que se dice tener. Otra traducción o equivalencia aceptable podría ser amigo-enemigo.

## Los amienemigos en el trabajo
Un artículo en la revista Businessweek  afirmaba que los amienemigos en los lugares de trabajo son muy comunes, dado el ambiente informal que allí generalmente impera (lo que permite llevar a cabo decisiones discrecionales abiertas o encubiertas), y dado también el establecimiento de relaciones más cercanas con algunos compañeros (lo que por lógica permite una socialización más estrecha entre ellos, así facilitando la cooperación y el entendimiento tanto en el plano familiar o social como en el plano profesional).

## Los amienemigos en la vida social
Este tipo de situaciones también se dan en la vida social, y en muchos de estos casos se vinculan con relaciones sentimentales (reales o posibles), o simplemente con simpatías o antipatías que en forma espontánea se puedan desarrollar.

## Morfemas
Este recurso lingüístico no es excepcional sino por el contrario bastante frecuente en lo que se refiere a la formación de neologismos; y su objetivo es formar una nueva palabra y un nuevo concepto. Por ejemplo, amigovio o amigovia resultan de la combinación del término amigo con el término novio o novia; Amigovios incluso es el título de una exitosa telenovela argentina.

### Otras referencias
- Voo, Jocelyn (27 de agosto de 2007). «Do you have a 'frenemy'?». CNN. Consultado el 6 de septiembre de 2009.
- McDonell-Parry, Amelia (20-08-200909). «Why do women have frenemies?». CNN. Consultado el 6 de septiembre de 2009.